# Carl Lundstedt
Carl Lundstedt é um ator americano. Ele é mais conhecido por interpretar Liam Walsh na série Marvel's Cloak & Dagger.

## Filmografia
| Ano  | Título           | Papel      | Notas          |
| ---- | ---------------- | ---------- | -------------- |
| 2014 | Hollidaysburg    | Mike Cooke |                |
| 2016 | A Blank          | Bryan      | Curta-metragem |
| 2017 | How Far She Went | Ricky      | Curta-metragem |

| Ano       | Título                  | Papel         | Notas                                             |
| --------- | ----------------------- | ------------- | ------------------------------------------------- |
| 2016      | Conviction              | Mike Kurtzman | Episódio: "Bridge and Tunnel Vision "             |
| 2016      | Grey's Anatomy          | Reggie Dalton | Episódio: " It's Alright, Ma (I'm Only Bleeding)" |
| 2018-2019 | Marvel's Cloak & Dagger | Liam Walsh    | Elenco principal                                  |